# Фартлек
Фартлек (швед. fartlek — «скоростная игра») — разновидность интервальной циклической тренировки, которая варьирует от анаэробного спринта до аэробной медленной ходьбы или бега трусцой. Обычно фартлек ассоциируется с бегом, но может также относиться к другим циклическим видам спорта: велогонкам, гребле и плаванию.

## Описание
Данная программа была разработана известным шведским легкоатлетом Йёстой Хольмером для бегунов, соревнующихся в кроссе по пересечённой местности, хотя каждая программа должна адаптироваться к конкретной задаче и конкретному человеку. Общим правилом является то, что интенсивность нагрузки должна находиться в промежутке от 60 % дo 80 % максимального ритма сердца. Это означает, что занимающийся не должен ощущать во время занятий слишком большого дискомфорта. Кроме того, для улучшения результатов и профилактики травм нужно обязательно включать в программу достаточную разминку и заминку.
- Разогрев — лёгкий бег в течение 5—10 минут.
- Равномерный, быстрый бег на 1—2 км.
- Быстрая ходьба, примерно 5 минут для восстановления.
- Лёгкий бег, перемежающийся со спринтами на 50—60 метров, повторяется до ощущения лёгкой усталости. Это начало скоростной тренировки.
- Лёгкий бег, с тремя — четырьмя периодами бега наперегонки с партнёром.
- Скоростной бег вверх по склону на 170—200 метров.
- Сразу же после этого, быстрая ходьба в течение 1 минуты.
- Повторение цикла до окончания времени тренировки.